# (5300) Сац
(5300) Сац (лат. Sats) — типичный астероид главного пояса, открыт 19 сентября 1974 года советским астрономом Людмилой Черных в Крымской астрофизической обсерватории и 4 мая 1999 года назван в честь Наталии Сац.

## Обнаружение и именование
(5300) Сац
Открыт 19 сентября 1974 года в Научном Л. И. Черных.
Назван в память о выдающемся представителе советской театральной культуры для детей — Наталии Ильиничне Сац (1903—1993), основательнице и художественном руководителе Московского музыкального детского театра — первого учреждения подобного типа в мире. Она также была автором многих пьес, либретто, опер и балетов для детей.
Оригинальный текст (англ.)5300 Sats
Discovered 1974-09-19 by Chernykh, L. I. at Nauchnyj.
Named in memory of Nataliya Il'inichna Sats (1903—1993). An outstanding figure in Soviet theater culture for children, she was the founder and art advisor of the Moscow Musical Children's Theater, the first institution of its type in the world. She was also the author of many plays, librettos, operas and ballets for children.
Источники: DISCOVERY.DB; M.P.C. 34621.

## Орбита

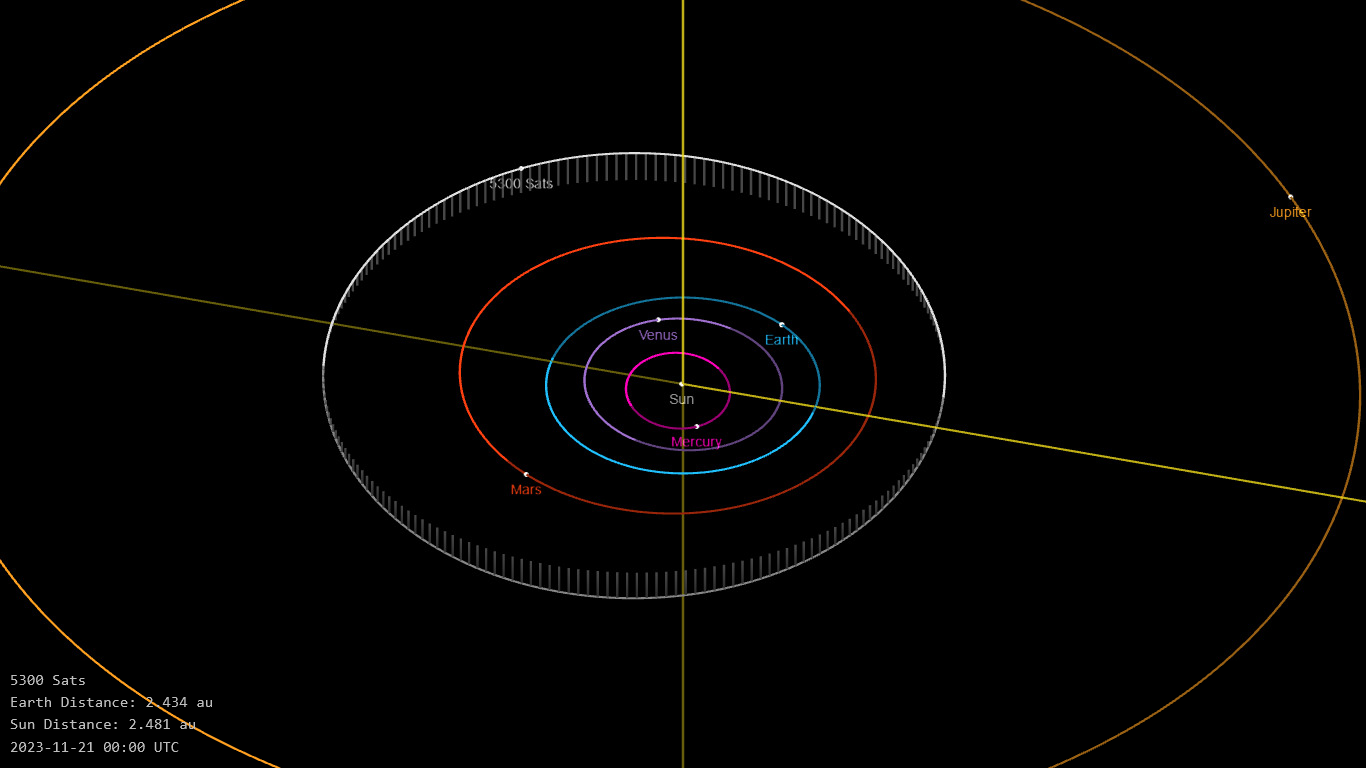
Орбита астероида Сац и его положение в Солнечной системе

## Физические характеристики
Астероид относится к таксономическому классу S.
По результатам наблюдений в видимом и ближнем инфракрасном диапазоне космического телескопа NEOWISE диаметр астероида оценивался равным 3,904±0,281 км и 3,99±0,82 км. Согласно тем же источникам альбедо оценивается как 0,3837±0,0638, 0,26±0,09 и 0,384±0,064.